# Fourneaux, Manche

Fourneaux este o comună în departamentul Manche, Franța. În 1 ianuarie 2022 avea o populație de 131 de locuitori.